# William Hicks Jackson
William Hicks "Red" Jackson  (1 oktober 1835 – 30 maart 1903) was een Amerikaanse beroepsmilitair. Hij studeerde aan de United States Military Academy en diende in de zuidwestelijke grensstreek. Bij het uitbreken van de Amerikaanse Burgeroorlog nam hij ontslag uit het United States Army en diende in het Confederate States Army waarbij hij opklom tot de rang van brigadegeneraal.
Na de oorlog was hij een plantage-eigenaar en paardenkweker in centraal-Tennessee. Hij huwde met Selene Harding die erfgename was van de Belle Meade Plantation nabij Nashville. 

## Vroege jaren
William H. Jackson werd geboren op 1 oktober 1835 in Paris, Tennessee. Hij was de zoon van dr. Alexander Jackson en Mary (Hurt) Jackson. Zijn moeder was de dochter van een Protestantse dominee. Zijn ouders waren afkomstig uit Virginia maar hadden zich in Tennessee gevestigd. Toen William vijf jaar oud was, verhuisde het gezin naar Jackson. Zijn vader zou de burgemeester  van het stadje worden en was een aanhanger van de Whig Party. Howell Edmunds Jackson, de oudere broer van William, werd later advocaat, politicus en zou benoemd worden tot het Hooggerechtshof van de Verenigde Staten.
William liep school aan de West Tennessee College (het huidige Union University). Hij werd toegelaten tot de United States Military Academy in West Point. William studeerde af in 1856 en werd benoemd tot gebrevetteerde Tweede luitenant.  Hij volgde nog een opleiding bij de cavalerie in de Carlisle Barracks waarna hij een aanstelling kreeg bij de Regiment of Mounted Rifles. Jackson diende in 1857 in Fort Bliss in Texas en vocht mee in een schermutseling met de Kiowa niet ver van Fort Craig in het New Mexicoterritorium. In 1860 nam hij deel aan een expeditie tegen de Kiowa en Comanche.

## Amerikaanse Burgeroorlog
Toen Tennessee besloot om uit de Unie te stappen, nam Jackson op 16 mei 1861 ontslag uit het United States Army. Hij keerde terug naar zijn thuisstaat om dienst te nemen in het Zuidelijke leger. Hij werd benoemd tot kapitein bij de artillerie en diende als adjudant bij generaal-majoor Gideon Pillow en werd in november 1861 ingezet tijdens de Slag bij Belmont, waar hij gewond raakte. Op 1 april 1862 werd Jackson bevorderd tot kolonel en kreeg hij het bevel over het  1st Tennessee Cavalry Regiment. Op 29 december 1862 werd hij gepromoveerd tot brigadegeneraal. Hij werd bevelhebber van de cavalerie onder luitenant-generaal John C. Pemberton tijdens de Vicksburgveldtocht. Vanaf februari 1864 kreeg hij het bevel over de cavalerie van luitenant-generaal Leonidas Polk.
Tijdens de Atlantaveldtocht werd Jackson aangesteld tot bevelhebber over een cavaleriedivisie in het Army of Mississippi. Zijn eenheden vochten regelmatig schermutselingen uit met de Noordelijke cavalerie onder leiding van generaal-majoor Hugh J. Kilpatrick toen die in augustus de spoorwegen rond Atlanta probeerde te vernietigen. Jackson speelde een belangrijke rol in de overwinning bij  Brown’s Mill. Hij leidde zijn divisie tijdens de Franklin-Nashvilleveldtocht voor hij zich diende terug te trekken naar Mississippi na de Zuidelijke nederlaag bij Nashville. Hij sloot zich aan bij de cavalerie van luitenant-generaal Nathan Bedford Forrest en werd bevelhebber van de cavalerie uit Tennessee. Hij speelde opnieuwe een belangrijke rond tijdens Wilsons Raid in maart en april 1865.

## Latere jaren

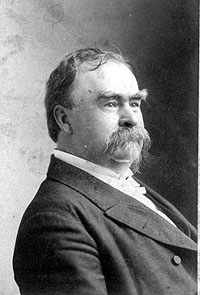
William Hicks Jackson op latere leeftijd

Na de oorlog keerde Jackson terug naar Tennessee waar hij de plantage van zijn vader beheerde. Hij huwde in 1868 met Selene Harding. Ze kregen samen vijf kinderen: William Harding Jackson (1874–1903), Eunice, Elizabeth, Selene (1876–1913) en Jackson (1872). Samen met zijn schoonvader, William Giles Harding bestierde Jackson Belle Meade Stud near Nashville.
In de jaren 1870 werd Jackson sterk betrokken bij de The Grange-beweging. Een organisatie de de sociale cohesie wou bevorderen waarbij landbouw het verbindend element was. Hij was ook lid van de Tennessee Agricultural and Mechanical Association en maakte deel uit van de raad van bestuur van de Tennessee Bureau of Agriculture.
Na de dood van zijn eerste vrouw in 1873 huwde Howell Edmunds Jackson, de oudere broer van Jackson, met de jongere zus van Selene. In 1886 namen Jackson en zijn broer de plantage over na de dood van hun schoonvader. Het landgoed werd uitgebreid met een succesvolle paardenstoeterij.
De Jacksons waren ook geliefd in de betere kringen. Er kwamen op regelmatige basis hoge gasten langs op de plantage zoals  president Grover Cleveland en zijn echtgenote Frances, Robert Todd Lincoln, president Ulysses S. Grant, generaal-majoor William T. Sherman, generaal-majoor Winfield S. Hancock en vice-president Adlai E. Stevenson. Er werden jachtpartijen georganiseerd, barbecues gehouden en de paardenstallen werden bezocht.
William H. Jackson stierf op 30 maart 1903. Zijn lichaam werd bijgezet in het mausoleum op het landgoed. In 1906 werd de plantage verkocht en werd zijn stoffelijk overschot overgebracht naar het Mount Olivet Cemetery, Nashville, Tennessee.